# Джон Кеннеди (бразильский футболист)
Джон Ке́ннеди Бати́ста де Со́уза (порт.-браз. John Kennedy Batista de Souza; родился 18 мая 2002) — бразильский футболист, нападающий клуба «Флуминенсе».

## Биография
Уроженец Итауны (штат Минас-Жерайс), Джон Кеннеди начал футбольную карьеру в молодёжной команде «Серрано». В 2016 году в возрасте 14 лет присоединился к футбольной академии клуба «Флуминенсе». В сентябре 2020 года  продлил свой контракт с клубом до 2024 года.
20 января 2021 года дебютировал в основном составе «Флуминенсе» в матче бразильской Серии A против «Коритибы». Выйдя на замену после перерыва, уже на 59-й минуте своего дебютного матча отметился забитым мячом.

## Достижения
«Флуминенсе»
- Чемпион штата Рио-де-Жанейро (2): 2022, 2023
- Обладатель Кубка Либертадорес: 2023
- Обладатель Рекопы Южной Америки: 2024